# Гондурасская лемпира
Лемпи́ра — денежная единица Республики Гондурас, равная 100 сентаво. Введена в 1926 году взамен ранее обращавшегося серебряного песо. Золотое содержание, заявленное в 1946 году Международному валютному фонду, равно 0,444335 г.

## Этимология
Лемпира была названа в честь касика (вождя) народа ленка XVI века по имени Лемпира, который возглавлял сопротивление местных племён конкистадорам. Он является национальным героем и отмечен на банкноте в 1 лемпиру и на монетах в 20 и 50 сентаво.

## История
Название денежной единицы Гондураса происходит от имени индейского вождя Лемпиры (1497—1537), который в 1536 году развернул провальную для индейцев борьбу против испанских колонизаторов. Лемпира был убит в результате заговора, а его отряд — разгромлен.
Монеты достоинством в одну лемпиру чеканились в 1931—1937 годах из серебра 900-й пробы. Лемпира была введена в 1931 году, заменив песо по номиналу. В конце 1980-х годов обменный курс составлял две лемпиры за доллар США (монета в 20 сентаво называется дайм, поскольку она стоила столько же, сколько и десять центов США).
В 1931 году были введены монеты достоинством в 5, 20 и 50 сентаво и в 1 лемпиру. Монеты в 1, 2 и 10 сентаво были дополнительно введены в 1935, 1939 и 1932 годах, соответственно. Серебряные монеты номиналом в 1 лемпиру прекратили чеканить в 1937 году, а другие серебряные монеты (20 и 50 сентаво) заменили медно-никелевыми в 1967 году. Монеты в 1 и 2 сентаво перестали чеканить с 1974 и 1998 годах, соответственно.

## Монеты
В 1931 году были введены монеты номиналом 5, 20 и 50 сентаво и в 1 лемпиру. Монеты номиналом 1, 2 и 10 сентаво были добавлены в 1935, 1939 и 1932 годах, соответственно. Производство серебряных монет номиналом в 1 лемпиру было прекращено в 1937 году, а другие серебряные монеты (20 и 50 сентаво) были заменены медно-никелевыми монетами в 1967 году. Последний раз монеты номиналом 1 и 2 сентаво чеканились в 1998 и 1974 годах, соответственно.
В обращении находятся монеты достоинством 5, 10, 20, 50 сентаво.

## Банкноты
Банк Гондураса и Банко Атлантида выпустили первые банкноты лемпир в 1932 году. Они были достоинством в 1, 2, 5, 10 и 20 лемпир. Центральный банк Гондураса взял на себя производство бумажных денег в 1950 году, введя банкноты в 50 и 100 лемпир в 1950 году, а затем — банкноту в 500 лемпир в 1995 году.
В январе 2010 года на рынок была выпущена новая банкнота номиналом 20 лемпир, изготовленная на полимерной основе, было выпущено 60 млн банкнот.
В связи с празднованием двухсотлетия независимости Гондураса была выпущена новая купюра в 200 лемпир. На нем изображены два красных ары, национальной птицы Гондураса.
В обращении находятся банкноты 1, 2, 5, 10, 20, 50, 100 и 500 лемпир.
| Изображение | Номинал | Цвет          | Размер | Кто на изображении     |
| ----------- | ------- | ------------- | ------ | ---------------------- |
|             | 1       | красный       | 156×67 | Лемпира                |
|             | 2       | фиолетовый    | 156×67 | Марко Аурелио Сото     |
|             | 5       | зелёный       | 156×67 | Франсиско Морасан      |
|             | 10      | коричневый    | 156×67 | Хосе Тринидад Кобаньяс |
|             | 20      | зелёный       | 156×67 | Дионисио Эррера        |
|             | 50      | жёлто-зелёный | 156×67 | Хуан Мануэль Гальвес   |
|             | 100     | оранжевый     | 156×67 | Хосе Сесильо де Валье  |
|             | 200     | бирюзовый     | 156×67 | Две красные ары        |
|             | 500     | фиолетовый    | 156×67 | Рамон Роса             |